# Building 64
Bygning 64 var den første bygning, der blev bygget på øen Alcatraz ud for kysten ved San Francisco i USA. Bygningen var beregnet på militære officerer og deres familier,  der skulle bo på øen. Den ligger ved siden af anløbsbroen på den sydøstlige side af øen, nedenfor inspektørens hus. Bygningen er en tre-etagers boligblok og blev bygget i 1905 på stedet ud fra en kaserne, som havde været der siden 1860'erne. Bygningen fungerede som kaserne fra 1906 til 1933. En af dens største lejligheder i det sydvestlige hjørne blev kendt som "Cow Palace" og en nærliggende gyde blev kendt som "Chinatown".
I det føderale fængsels tid forfaldt bygningen efterhånden, og nye indkvarteringsmuligheder blev bygget på paradegrunden, men de fleste familier, som ankom til øen, blev midlertidigt indkvarteret i bygning 64, indtil et værelse i de nyere bygninger blev ledigt. De fleste af de boligkvarterer, som blev bygget, er siden blevet revet ned, men bygning 64 står fortsat og er siden blevet renoveret. Under besættelsen af Alcatraz i 1970 malede indianere rød graffiti på fængselsmurene og skrev bl.a. "indianere er velkommen" og "indianernes land". Der er nu en bogbutik i stueetagen på venstre side af bygningen.